# Chích chòe nước lưng đen
Chích chòe nước lưng đen, tên khoa học Enicurus immaculatus, là một loài chim trong họ Muscicapidae. Chúng được tìm thấy ở Ấn Độ, Bangladesh, Bhutan, Myanmar, Nepal, và Thái Lan